# Универзитет у Хајделбергу
Универзитет у Хајделбергу, званично „Универзитет Рупрехт-Карл“, основан је 1386. На њему су дјеловали неки од најпознатијих мислилаца и научника свих времена: Георг Вилхелм Фридрих Хегел, Ханс Георг Гадамер, Јирген Хабермас, Карл Ото Апел и Хана Арент. Један од његових студената, Карл фон Драјс је 1817. патентирао бицикл. На овом универзитету, хемичари Поселт и Риман су открили да је никотин главни фармаколошки активни састојак дувана. И поред овако значајних достигнућа и високе репутације професора, универзитет је био прва образовна институција која је избацила све студенте и професоре јеврејског поријекла када су нацисти дошли на власт.
На Универзитету се данас налазе многобројне научне институције: Европска молекуларно-биолошка лабораторија, Европска молекуларно-биолошка организација, Немачки центар за истраживање рака, Институти Макса Планка за медицинска истраживања, астрономију, нуклеарну физику и компаративно јавно и међународно право. Кроз Универзитет су прошли бројни Нобеловци: Роберт Вилхелм Бунсен, Ото Мејерхоф, Волфганг Кетерле, Георг Витиг и Карл Бош. Према подацима из 2017, 29 добитника Нобелове награде је повезано са овим универзитетом. Ту су студирали и неки од првих Срба послатих на школовање у западну Европу, као: Коста Цукић, Јован Ристић, Јеврем Грујић, Љубомир Каљевић, Сима Тројановић, Владимир Јакшић, Љубомир Ненадовић, Светозар Марковић, Димитрије Матић, Аћим Чумић, Стојан Вељковић и касније Татомир Анђелић. На Универзитету у Хајделбергу студирао је и Петар Петровић, син краља Николе.
Хајделберг је био кообразовна установа од 1899. Универзитет се састоји од дванаест факултета и нуди програме студија на додипломским, постдипломским и постдокторским студијама у око 100 дисциплина. Хајделберг се састоји од три велика кампуса: хуманистичке науке се претежно налазе у старом граду Хајделберга, природне науке и медицина у четврти Нојхајмер Фелд и друштвене науке у предграђу Бергхајм. Језик наставе је обично немачки, док се знатан број дипломских диплома нуди на енглеском, као и неке на француском.
Савремена научна психијатрија, психофармакологија, психијатријска генетика, физика животне средине, и савремена социологија уведене су као научне дисциплине на факултету у Хеиделбергу. На овом универзитету се годишње комплетира приближно 1.000 доктората, при чему више од једне трећине докторанада долази из иностранства. Међународни студенти из око 130 земаља чине више од 20 одсто укупног студентског тела. Хајделберг је део немачке иницијативе универзитета изузетности, припадник је асоцијације У15, као и један од оснивача Лиге европских истраживачких универзитета и групе Coimbra. Универзитет у Хеиделбергу заузима водеће позиције на ранг листама и ужива високу академску репутацију.

## Историја

### Оснивање
Велики раскол из 1378. омогућио је Хајделбергу, релативно малом граду и престоници бирачког тела Палатината, да добије сопствени универзитет. Велики раскол је покренут избором двојице папа након смрти папе Гргура XI исте године. Један наследник је боравио у Авињону (изабрали су га Французи), а други у Риму (изабрали италијански кардинали). Немачки световни и духовни лидери изразили су подршку наследнику у Риму, што је имало далекосежне последице по немачке студенте и наставнике у Паризу: изгубили су стипендије и морали су да оду.
Руперт I је препознао повољне околности и покренуо разговоре са Куријом, који су на крају довели до папске буле за оснивање универзитета. Након што је 23. октобра 1385. добио дозволу од папе Урбана VI за оснивање школе општих студија (лат. studium generale), коначна одлука о оснивању универзитета донета је 26. јуна 1386. по налогу Руперта I, грофа Палатина на Рајни. Како је наведено у папској повељи, универзитет је направљен по узору на Универзитет у Паризу и обухватао је четири факултета: филозофски, теолошки, јуриспруденцију и медицину.
Дана 18. октобра 1386. специјална папска велика миса у Хајлигајсткирчеу била је церемонија којом је основан универзитет. Дана 19. октобра 1386. одржано је прво предавање, чиме је Хајделберг постао најстарији универзитет у Немачкој. Новембра 1386, Марсилијус од Ингена је изабран за првог ректора универзитета. Мото ректорског печата био је semper apertus — тј. „књига учења је увек отворена“. Универзитет је брзо растао и у марту 1390. године је било уписано 185 студената на универзитет.

### Касни средњи век
Између 1414. и 1418. професори теологије и јуриспруденције овог универзитета су учествовали на Сабору у Констанци и били су саветници Луја III, који је присуствовао овом савету као представник цара и главни магистрат царства. То је резултирало успостављањем добре репутације за универзитет и његове професоре.
Због утицаја Марсилија, универзитет је у почетку предавао номинализам или via moderna. Године 1412, реализам и учење Џона Виклифа били су забрањени на универзитету, али је касније, око 1454. године, универзитет одлучио да ће се предавати реализам или via antique, чиме су уведена два паралелна начина (ambae viae).
Прелаз са схоластичке на хуманистичку културу извршио је канцелар и бискуп Јохан фон Далберг крајем 15. века. Хуманизам су на Хајделбершком универзитету посебно заступали оснивачи старије немачке хуманистичке школе Рудолф Агрикола, Конрад Селтес, Јакоб Вимпфелинг и Јохан Ројхлин. Енеас Силвиус Пиколомини је био канцелар универзитета у својству проректора Вормса, и касније га је увек фаворизовао у виду свог пријатељства и добре воље као папа Пије II. Папа Сиксто IV је 1482. дозволио лаицима и ожењеним мушкарцима да буду именовани за професоре медицине путем папске диспензације. Папа Јулије III је 1553. године одобрио доделу црквених бенефиција световним професорима.

### Реформација и модерно доба
Расправа Мартина Лутера у Хајделбергу у априлу 1518. оставила је трајан утицај, а његове присталице међу наставницима и научницима убрзо су постали водећи реформатористи у југозападној Немачкој. Пошто се бирачко тело Палатината окренуло реформисаној вери, Ото Хенри, електор Палатина, претворио је универзитет у калвинистичку институцију. Године 1563, Хајделбершки катекизам је настао у сарадњи чланова универзитетске школе богословља.
Како је 16. век пролазио, касни хуманизам је закорачио поред калвинизма као преовлађујућа школа мишљења; и личности као што су Паул Шед, Јан Грутер, Мартин Опиц и Матеус Меријан предавали су на универзитету. Овај универзитет је привукао научнике са целог континента и развио се у културни и академски центар. Међутим, са почетком Тридесетогодишњег рата 1618. године, интелектуално и фискално богатство универзитета опада. Године 1622, тада светски позната Библиотека Палатина (библиотека универзитета) је украдена из Универзитетске катедрале и однета у Рим. Напори за реконструкцију након тога су поражени од трупа краља Луја XIV, које су скоро потпуно уништиле Хајделберг 1693. године.